# Unione Sportiva Colligiana 1946-1947
Questa pagina raccoglie i dati riguardanti la Valdelsa Football Colligiana nelle competizioni ufficiali della stagione 1946-1947.

## Stagione
L'Unione Sportiva Colligiana nel secondo dopoguerra venne ammessa, dietro ricorso al Consiglio federale, a partecipare al campionato di Serie C 1946-1947, gestito dalla Lega Interregionale Centro.
Poiché non riuscì a portare a termine la stagione e si ritirò dalla competizione venne ufficialmente esclusa dalla F.I.G.C. che ne decretò la retrocessione in Prima Divisione.
In seguito a reclamo fu riammessa nel campionato di Serie C 1947-1948, Lega Centro, girone C.

## Società
Area direttiva
- Presidente: Leonardo Meoni

Area tecnica
- Allenatore: Cinzio Scagliotti

## Rosa
| N. |                   | Ruolo | Calciatore          |
| -- | ----------------- | ----- | ------------------- |
|    | Italia (bandiera) | P     | Guarducci           |
|    | Italia (bandiera) | P     | Panti Guglielmo     |
|    | Italia (bandiera) | P     | Malandrini Walter   |
|    | Italia (bandiera) | D     | Bogi Terzilio       |
|    | Italia (bandiera) | D     | Cappellini Vittorio |
|    | Italia (bandiera) | D     | Marchi Varno        |

| N. |                   | Ruolo | Calciatore        |
| -- | ----------------- | ----- | ----------------- |
|    | Italia (bandiera) | C     | Giovannoni Renzo  |
|    | Italia (bandiera) | C     | Gobetto Giuliano  |
|    | Italia (bandiera) | A     | Bigazzi Delfino   |
|    | Italia (bandiera) | A     | Scagliotti Cinzio |
|    | Italia (bandiera) | A     | Valentini Mino    |

## Statistiche

### Statistiche di squadra
|  |     | Classifica | Pt       |
|  | --- | ---------- | -------- |
|  | 12. | Colligiana | ritirata |